# Benjamin Sirimou
Benjamin Sirimou, född 29 maj 1969, är en friidrottare från Kamerun. Han deltog vid olympiska sommarspelen 1996 och olympiska sommarspelen 2000.